# Er Lannic
Er Lanic (auch Lanic) ist eine kleine Insel im Golf von Morbihan. Sie gehört  zur bretonischen Gemeinde Arzon im Département Morbihan in der Bretagne in Frankreich.
Die Insel liegt etwa 500 m südlich der Insel Gavrinis, die von Touristen per Boot von Larmor-Baden aus angefahren wird. Bei der Anfahrt kann man die Steinkreise auf Er Lannic gerade erkennen. Die unbewohnte Insel ist ein Vogelschutzgebiet und darf während der Brutzeit (15. März bis 31. August) nicht betreten werden.

## Steinkreise

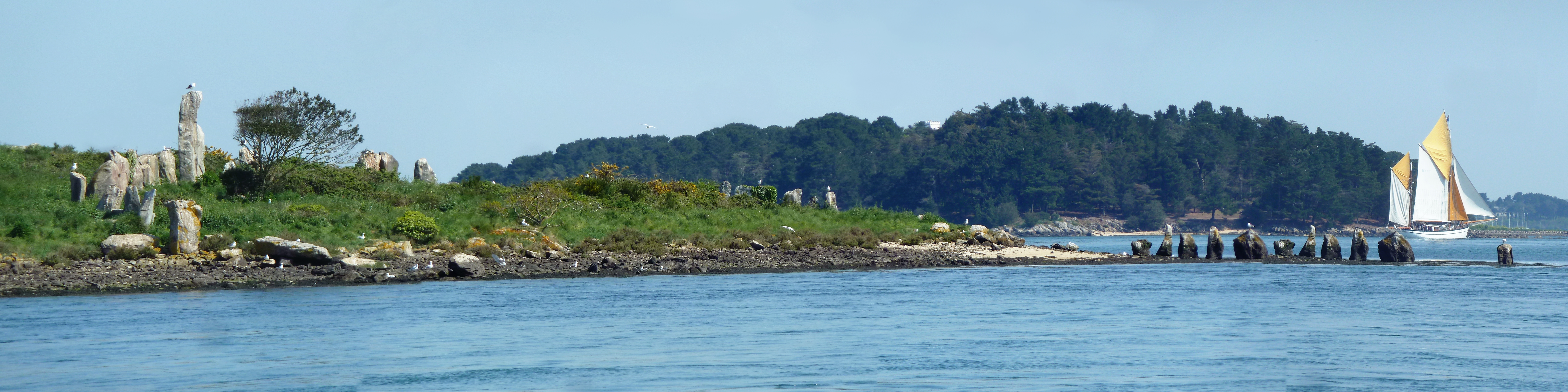
Er Lannic

Auf Er Lannic befinden sich zwei Steinkreise.

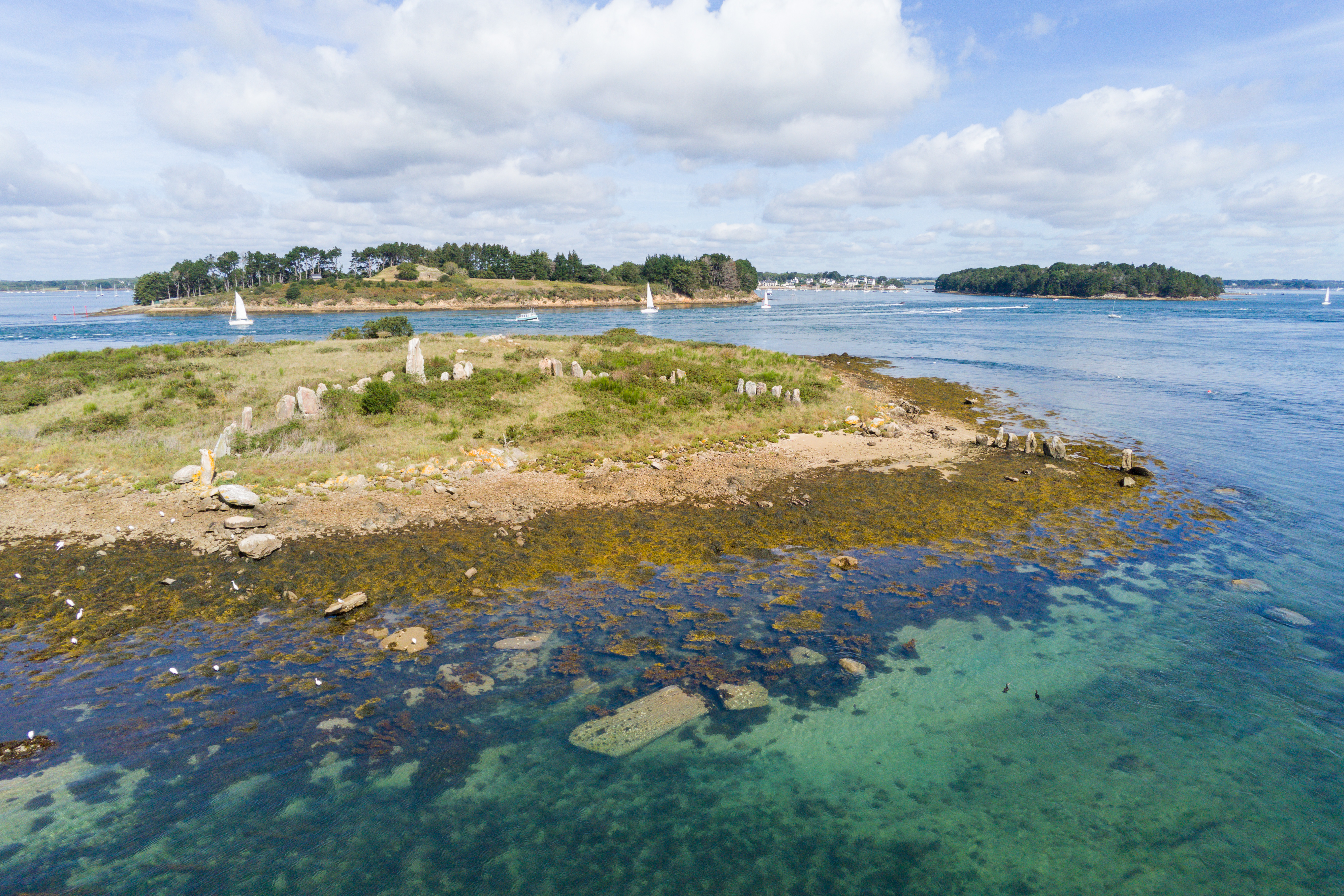
Der Steinkreis „Er Lannic“

Es existieren vielfältige Spekulationen über die Funktion von Steinkreisen (Cromlechs): Observatorium, Versammlungs- bzw. Kultplatz, Tabu- bzw. Schutzbereich etc. Da in den meisten Fällen nicht mehr alle Steine eines Cromlech vorhanden sind oder aber nicht mehr an ihrem ursprünglichen Platz stehen, sind astronomische Deutungen schwierig wenn nicht gar unmöglich. Zudem ist es möglich, dass im Lauf der Zeit ein Funktionswandel eingetreten ist.

## Datierung
Über das Alter der Anlage besteht Unklarheit. Einige Forscher halten die bretonischen Steinkreise für älter als die meisten anderen Megalithbauten in der Umgebung und schlagen Datierungen um 5000 bis 4500 v. Chr. vor. Wieder andere halten sie jedoch für jünger und datieren sie ins 4. Jahrtausend v. Chr.

## Anlage
Das Monument wurde in den Jahren zwischen 1923 und 1926 von dem französischen Archäologen Zacharie Le Rouzic (1864–1939) untersucht, teilweise ausgegraben und rekonstruiert.
Von den sich (in Form einer Acht) tangierenden Steinkreisen steht der eine noch zu einem Drittel auf der Insel, der andere liegt völlig im Wasser. Am Berührungspunkt der Kreise stand einst ein sieben Meter hoher Menhir.
Der nördliche Kreis hat einen Durchmesser von 65 m und besteht aus etwa 60 Monolithen von 2,5 bis 5,0 m Höhe. Der südliche Steinkreisrest hatte einst ebenfalls etwa 60 Steine und 61 m Durchmesser. Er hat heute eine nach Osten offene Hufeisenform. Das Ensemble bestand ehemals aus über 120 Steinen, von denen heute noch 49 existieren; davon sind jedoch (bei Flut) nur etwa 16 sichtbar – die übrigen sind von Wasser bedeckt. Drei Steine tragen Gravuren.

## Verbreitung
Die beiden Steinkreise von Er Lannic gehören zu den wenigen Steinkreisen im Département Morbihan. Der Cromlech von Kergonan, mit etwa 101 m Durchmesser, der größte in Frankreich, steht auf der nahen Île-aux-Moines; zwei weiterer (Cromlech Nord und Süd) im Wald bei Kerlescan. Am westlichen Enden der Steinreihe von Le Menec bei Carnac ist ein nur in Teilen erhaltener Cromlech zu sehen, der von den – wahrscheinlich jüngeren – Steinreihen zerschnitten wird. Eine andere Steinsetzung (quadrilatère) mit 22 noch erhaltenen Steinen östlich der Ortschaft Crucuno folgt einem eher rechteckigen Grundriss. Andere Steinkreise befinden sich im Département Finistère.

## Meeresspiegelanstieg

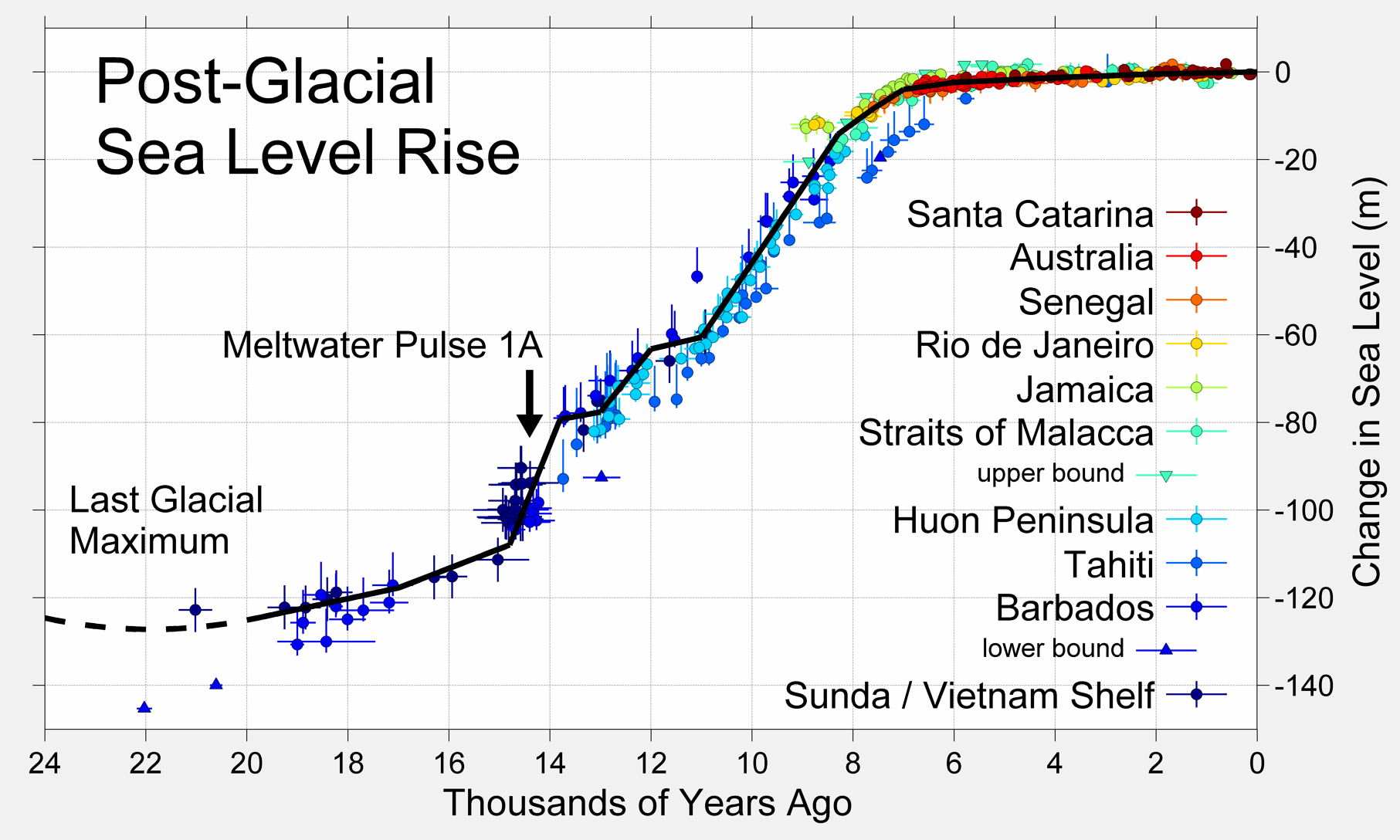
Anstieg des Meeresspiegels in den letzten 24.000 Jahren. Seit dem Bau der Anlage etwa 4000 v. Chr. stieg er nurmehr um etwa fünf Meter

Neben Er Lannic werden einige Allées couvertes und Menhire heute bei Flut überspült. Sie sind Beleg für das Ansteigen des Meeresspiegels seit der Jungsteinzeit, in der die Anlagen nicht derart meernah errichtet wurden. Beispiele sind die Allée couverte im Estuaire de la Quillimadec westlich von Guissény und der Cairn de Îlot-de-Roc’h-Avel. Der Menhir von Penloïc (oder Penglaouic) bei Loctudy (Finistère) an der Mündung des Flusses von Pont-l'Abbe ragt vier Meter aus dem Schlick. Der im Neolithikum auf festem Boden errichtete Menhir liegt etwa 0,75 m unter dem heutigen mittleren Meeresspiegel, die Basis liegt noch etwa 0,50 m tiefer. Ähnlich verhält es sich mit dem Menhir von Léhan.